# Lennart Fagerlund
Lennart Sven Arne Fagerlund (Nässjö, Comtat de Jönköping, 2 d'abril de 1952) és un ciclista suec, ja retirat, que competí durant la dècada de 1970. El 1972 va prendre part en els Jocs Olímpics d'Estiu de Munic. En el seu palmarès destaquen una medalla d'or i una de bronze al Campionat del Món de contrarellotge per equips i el campionat nacional en ruta de 1979.

## Palmarès
- 1972
  -  Campió de Suècia en contrarellotge per equips
  - Vencedor d'una etapa de la Milk Race
- 1974
  -  Campió del món en contrarellotge per equips (amb Tord Filipsson, Bernt Johansson i Sven-Åke Nilsson)
- 1975
  -  Campió de Suècia en contrarellotge per equips
- 1976
  -  Campió de Suècia en contrarellotge per equips
- 1977
  - Vencedor d'una etapa de la Volta a Iugoslàvia
- 1979
  -  Campió de Suècia en ruta